# シベリア (菓子)

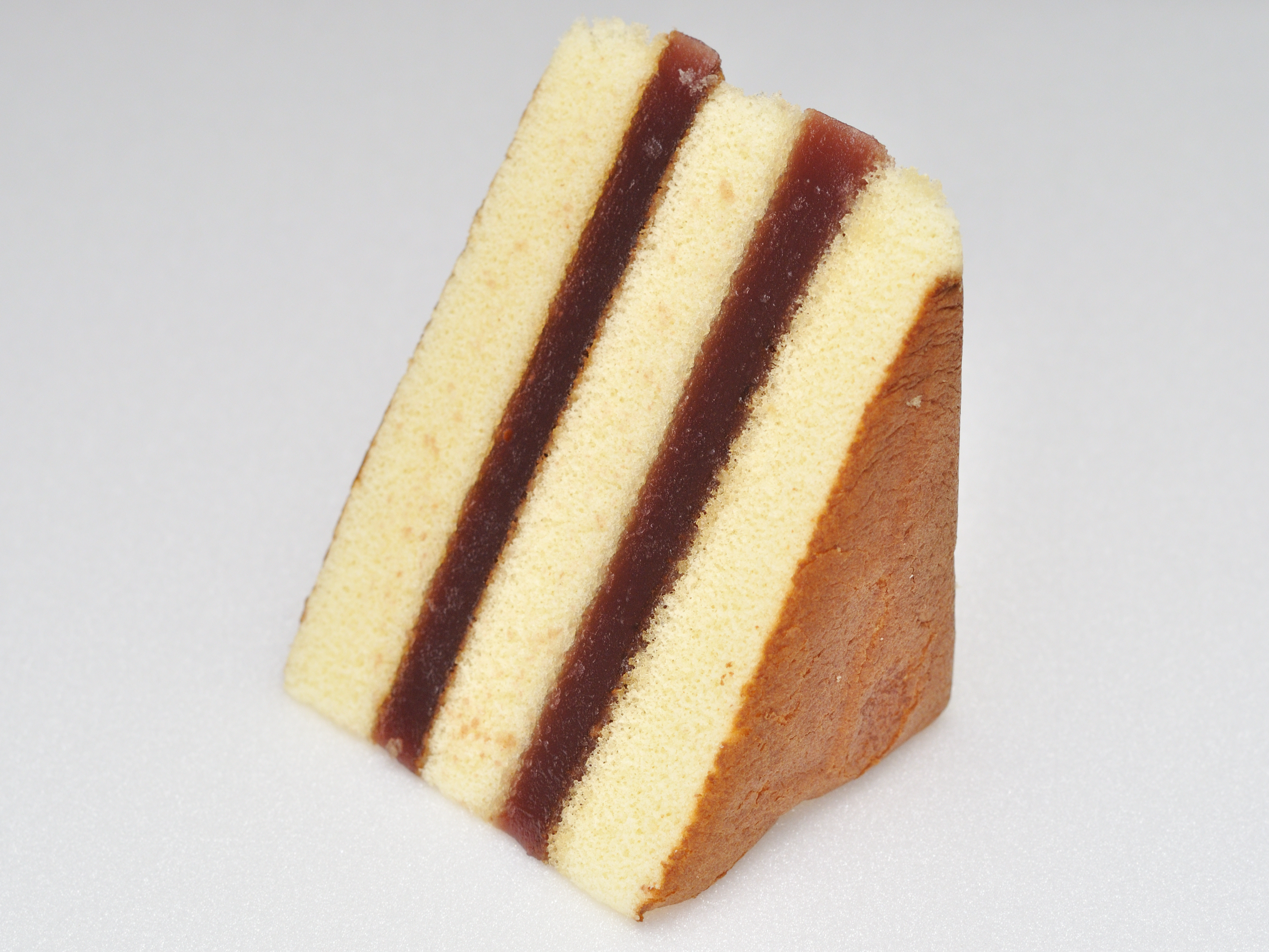
シベリア

シベリアとは、羊羹または小豆餡をカステラで挟んだ日本の菓子である。「シベリヤ」と表記される場合もある。また、「羊羹カステラ」と称して販売している業者もある。

## 概要
羊羹や小豆餡は、サンドイッチのようにスライスしてカステラに挟んでいるのではなくトレーにカステラを敷いてから融けた状態で流し込み、さらにその上にカステラを被せるため、羊羹とカステラが癒着しているのが大きな特徴である。自前でカステラを製造したり、小豆や寒天を煮て羊羹を作るところから始めなければならず、製造に費用がかかる。したがって、多種多様な食品が登場し、需要が少なくなった現在は、数少ない製造者が製造している状況にある。
カステラで挟んでいる部分は、ゲル状の餡子であったり、寒天で固めた羊羹そのものであったり、製法に関しては菓子店によって異なる。羊羹の色も茶色や緑色、赤色などがあり、カステラの層数も2層、3層、4層などの違いがある。食品分類上も「洋生菓子」や「和生菓子」もしくは「洋菓子」、「和菓子」など、製造元や成分によって多種多様である。
首都圏を中心とした東日本と中部地方では広まっており、近畿以西の西日本ではあまりなじみがないと言われているが、高知県では地元メーカーが製造しており、山崎製パンのものも含めてスーパーマーケットなどで幅広く販売されている。まれに地方菓子として中部地方で製造されたものが販売されており、一口で食べられるサイズのものが多い。写真のように四角くカットされるものもあれば、サンドイッチのように直角三角形にカットされるものもある。現在では山崎製パン、工藤パンなど大手製パン会社からも販売されているが、出荷地域は東日本に偏る傾向がある。
スーパーで西通りプリンが小袋分けしたスティク状態のシベリアを「しっとりふわふわ 羊羹カステラ」として発売している。

## 歴史

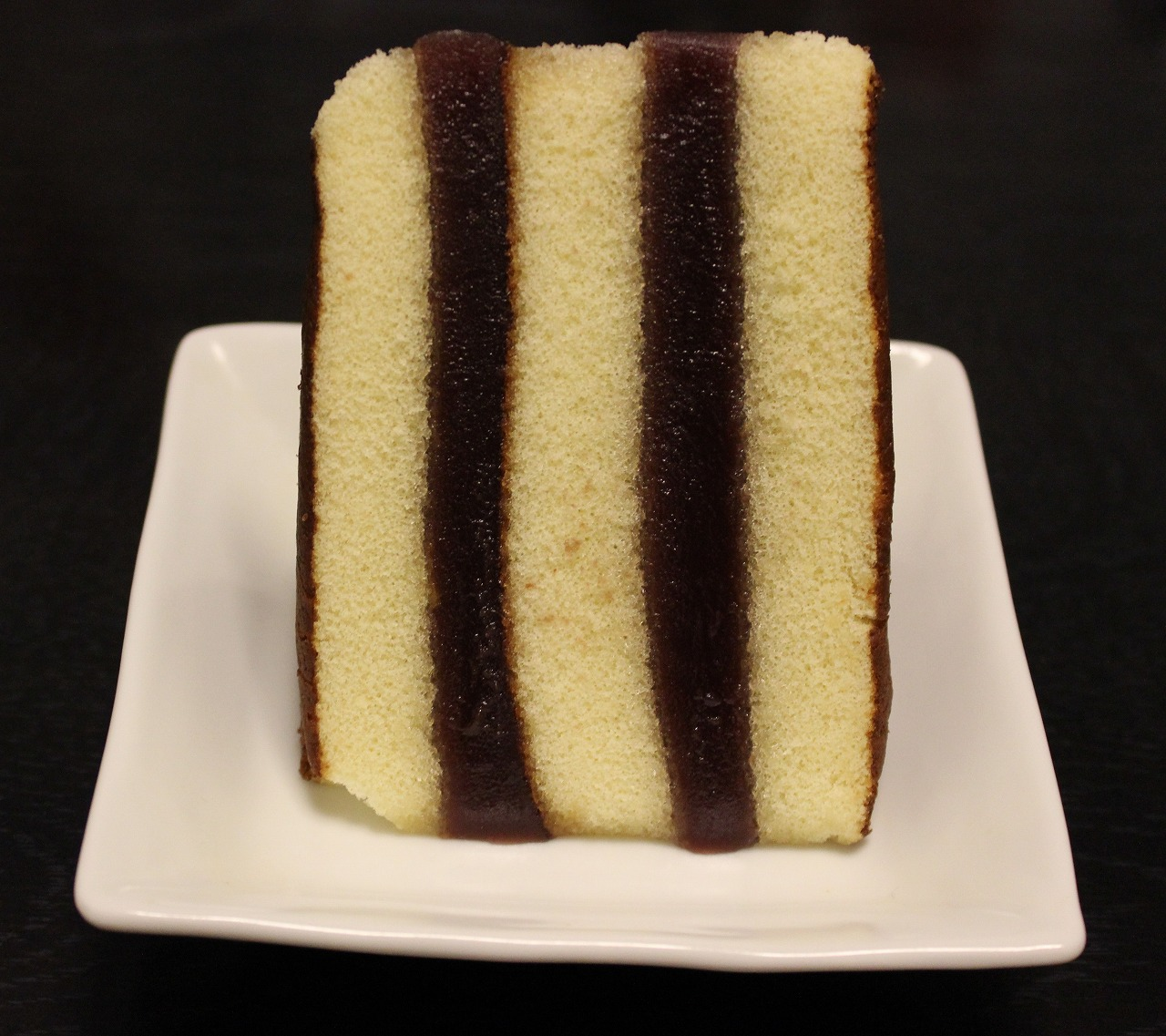
シベリア

冷蔵庫の普及していない時代、ひんやりとした食感と涼しげな名前が好まれ、昭和初期には「子供達が食べたいお菓子No.1」であったと伝えられているが、発祥地から考案者、名称由来、食品分類に至るまで未だ正式な解明がされていない。ただし、かなり古い歴史があるようで、1916年（大正5年）創業のコテイベーカリーによると、誕生は明治後半から大正初期頃で、当時はどこのパン屋でも製造していたという記録がある。コテイベーカリーでは、1916年の創業以来、シベリアの製法を変えていない。
古川ロッパの著書、『ロッパの悲食記』の第II章9節「甘話休題」（「閑話休題」のもじり）には、ロッパが、旧制早稲田中学に在籍していた頃、“殆ど毎日通った”「ミルクホール」（喫茶店の前身）の思い出話が書かれている。それによれば、“ミルクホールの硝子器に入っているケーキは、シベリヤと称する、カステラの間に白い羊羹を挿んだ、三角形のもの。（黒い羊羹のもあった）……”とある。
また、『聞き書 東京の食事』（東京の食事編集委員会 1988）には、シベリアとミルクコーヒーのカラー写真が掲載され、本文では1930年頃の話として、「ミルクホールで、ミルクコーヒーを飲みながらシベリアを食べるのが好きだ。」とあり(百武 1988)、こちらでは“シベリアはカステラにあんこをはさんだものである”との記述がある。このことから、東京や横浜といった関東の都市部で、かなり早くから食べられていたと考えられる。
シベリアの考案者は現在でも不明であり、関東以外の地方や外国にも同種の菓子の存在は確認されていない。名称の由来に関しては諸説あるが、有力とされる説は、羊羹をシベリアの永久凍土に見立てたという説、カステラを氷原、羊羹をシベリア鉄道の線路に見立てたという説、シベリア出兵にちなんだものという説、日露戦争に従軍していた菓子職人が考案した説などがある。
一説には、愛媛県松山市のタルトを庶民化させたものともいわれている。タルトにより近いものとして、羊羹カステラと呼ばれるものの中には、巻き寿司のように中心に羊羹を巻いたものもある。
2013年（平成25年）にヒットしたアニメーション映画『風立ちぬ』の劇中にシベリアが登場したことで、「昔懐かしい菓子」として注目を浴びた。
2020年（令和2年）、佐賀県の老舗和菓子店の村岡総本舗が三越伊勢丹のバイヤーの提案・協力で「丸型シベリア」などを開発、通信販売を行った。